# NHK-symfonieorkest

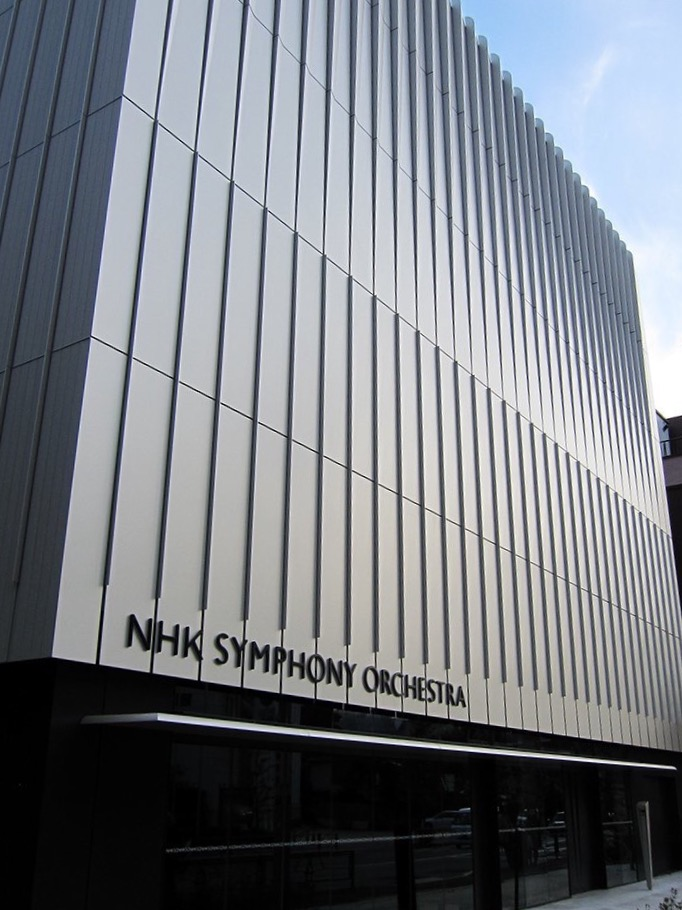
De thuisbasis van het NHK-symfonieorkest

Het NHK-symfonieorkest (NHK交響楽団, Enueichikei Kōkyō Gakudan) in Tokio is een Japans symfonieorkest.

## Geschiedenis
Het orkest werd opgericht onder de naam Nieuw symfonieorkest op 5 oktober 1926 en was het eerste professionele symfonieorkest van Japan. Later werd de naam gewijzigd in Japans symfonieorkest. In 1951, nadat het orkest financiële steun kreeg van de Japanse publieke omroep NHK kreeg het zijn huidige naam. het orkest wordt beschouwd als het toonaangevende symfonieorkest in Japan.
Vladimir Asjkenazi is de chef-dirigent van het radio-orkest en Charles Dutoit is de muzikaal leider emeritus. Wolfgang Sawallisch was de eredirigent-lauraat.
In december 1962 was het orkest onderwerp van controverse toen bepaalde spelers die ontevreden waren met de stijl en persoonlijkheid van dirigent Seiji Ozawa weigerden nog langer onder hem te spelen. Ozawa werd daarop dirigent van rivaal het Japans Philharmonisch Orkest.

## Vaste dirigenten en muzikaal leiders
- Hidemaro Konoye (januari 1926 – februari 1935)
- Josef König (april 1927 – april 1929)
- Nicolai Shiferblatt (juli 1929 – juli 1936)
- Joseph Rosenstock (augustus 1936 – september 1946 voltijdsdirigent; maart 1956 – maart 1957 chef-dirigent)
- Hisatada Otaka (april 1942 – februari 1951 voltijdsdirigent)
- Kazuo Yamada (april 1942 – juli 1951 voltijdsdirigent)
- Shin'ichi Takata (april 1944 – mei 1951 voltijdsdirigent)
- Kurt Wöss (september 1951 – augustus 1954 chef-dirigent)
- Niklaus Aeschbacher (augustus 1954 – maart 1956 chef-dirigent)
- Wilhelm Loibner (maart 1957 – februari 1959 chef-dirigent)
- Wilhelm Schüchter (februari 1959 – maart 1962 chef-dirigent)
- Alexander Rumpf (augustus 1964 – juli 1965 chef-dirigent)
- Hiroyuki Iwaki (februari 1969 – juni 2006 vaste dirigent)
- Yuzo Toyama (februari 1979 – vaste dirigent)
- Tadashi Mori (februari 1979 – mei 1987 vaste dirigent)
- Hiroshi Wakasugi (april 1995 – juli 2009 vaste dirigent)
- Charles Dutoit (september 1996 – augustus 1998 chef-dirigent; september 1998 – augustus 2003 muzikaal leider)
- Vladimir Ashkenazy (september 2004–augustus 2007 muzikaal leider)
- André Previn (september 2009 – februari 2019 chef-gastdirigent)
- Tadaaki Otaka (januari 2010 – vaste dirigent)
- Paavo Järvi (oktober 2016 – augustus 2022 chef-dirigent)
- Fabio Luisi (september 2022 – chef-dirigent)

## Eredirigenten
- Joseph Rosenstock (augustus 1951–oktober 1985)
- Lovro von Matačić (januari 1967–januari 1985)
- Joseph Keilberth (januari 1967–juli 1968)
- Wolfgang Sawallisch (januari 1967–oktober 1994; november 1994– eredirigent-laureaat; februari 2013)
- Otmar Suitner (januari 1973–januari 2010)
- Horst Stein (maart 1975–juli 2008)
- Herbert Blomstedt (januari 1986–)
- Charles Dutoit (september 2003– muzikaal leider emeritus)
- Vladimir Asjkenazi (september 2007– dirigent-laureaat)